# Ракетный подводный крейсер стратегического назначения

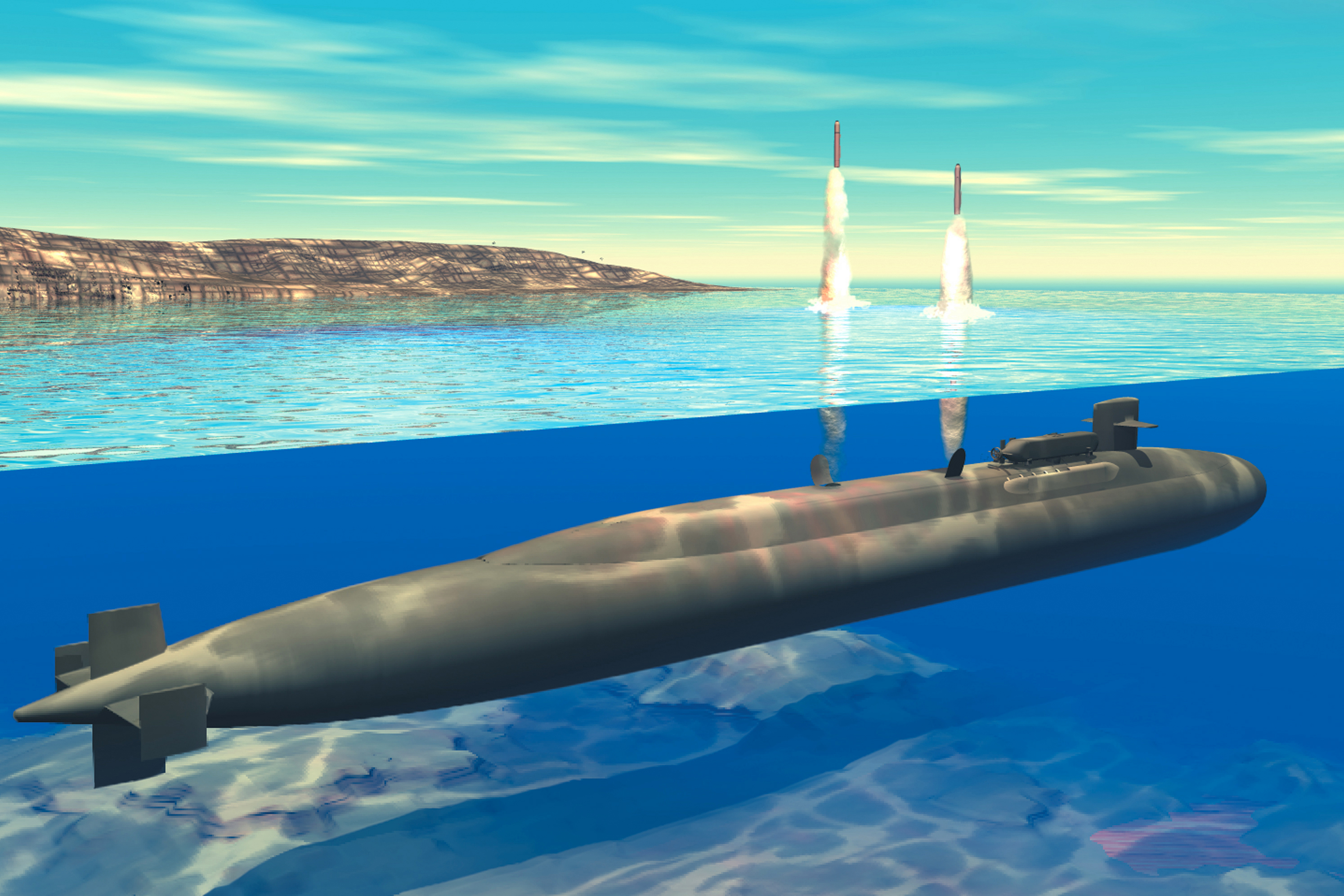
3D-изображение пуска ракеты с ПЛАРБ (лодка США типа «Огайо»)

Раке́тный подво́дный кре́йсер стратеги́ческого назначе́ния (РПКСН) — атомная подводная лодка, вооружённая соответствующими баллистическими ракетами (БРПЛ), предназначенная для нанесения ракетных ударов по стратегически важным военно-промышленным объектам противника. Помимо термина «РПКСН», для обозначения данного класса подводных лодок применяется также обозначение «ПЛАРБ» (подводная лодка атомная с ракетами баллистическими). При этом под ПЛАРБ понимают зарубежные подводные лодки с баллистическими ракетами и первые подводные атомные ракетоносцы, построенные СССР, а РПКСН — обозначение поздних проектов ПЛАРБ советской постройки, начиная с 667А. И РПКСН, и ПЛАРБ соответствует классу SSBN (англ. Ship Submarine Ballistic Nuclear) ВМС США. ПЛАРБ/РПКСН вооружённых сил имеющих их стран являются одной из составляющих стратегической ядерной триады и ядерных сил.
В 1943—1944 гг. нацистская Германия реализовала (в начальной стадии отработки) два проекта подводных ракетоносцев с БРПЛ (снаружи борта подлодки и из буксируемых контейнеров), предназначавшиеся для ударов по США.
Первые ПЛАРБ для стратегических ядерных сил были созданы в конце 1950-х годов (и затем составляли подавляющее большинство от их общего числа) сверхдержавами США и СССР.
В XX веке подводные ракетоносцы встали на вооружение у остальных так называемых «старых» ядерных держав: Великобритании (в 1960-х годах), Франции (в 1970-х годах), КНР (в 1980-х годах) и унаследовавшей стратегические ядерные силы СССР России.
В 2010-х годах первую ПЛАРБ создала так называемая «молодая» ядерная держава — Индия.
В ВМФ России на вооружении стоят РПКСН как второго поколения — проекта 667БДРМ «Дельфин», так и четвёртого — 955/955А «Борей». В ВМС США подобные функции выполняют подводные лодки третьего поколения класса SSBN типа «Огайо».

## Вооружение
- Баллистические ракеты подводных лодок
- Специальные ракеты-«взломщики» льда, представляющие собой неуправляемые реактивные снаряды (НУРС), способные разрушать торосы, что позволяет создать полынью, откуда подлодки смогут нанести удар[1].

Существуют также подводные лодки с крылатыми ракетами.

## Типы подводных лодок с баллистическими ракетами
| Страна-разработчик | Тип ПЛ                         | Год        | Количество | Водоизмещение н/п, т | Длина/ширина/осадка, м | Тип энергетической установки, л.с. | Скорость надводная/подводная, узлов | Комплекс / БРПЛ                                                                                    |
| ------------------ | ------------------------------ | ---------- | ---------- | -------------------- | ---------------------- | ---------------------------------- | ----------------------------------- | -------------------------------------------------------------------------------------------------- |
| СССР               | проект 611АВ                   | 1955       | 6          | 1830/2600            | 90,5/7,5/5             | ДЭУ 4000 ЭД 5400                   | 17/15                               | 2 ПУ Р-11ФМ                                                                                        |
| СССР               | проект 629(629А)               | 1959(1963) | 23(14)     | 2820/3553            | 98,9/8,2/7,5           | ДЭУ 6000 ЭД 5600                   | 15,5/12,5                           | комплекс Д2 — 3 ПУ Р-13 комплекс Д4 — 3 ПУ Р-21                                                    |
| СССР               | проект 658(658М)               | 1960(1963) | 8(6)       | 4030/5300            | 114,0/9,2/7,5          | АЭУ 35000                          | 15/26                               | комплекс Д4 — 3 ПУ Р-21 комплекс Д5 — 3 ПУ Р-27                                                    |
| СССР/ · Россия     | проект 667А — тип «Навага»     | 1967       | 34         | 7766/11500           | 128,0/11,7/7,9         | АЭУ 40000                          | 15/27                               | комплекс Д5 — 16 ПУ Р-27 пр.667У — комплекс Д5У — 16 ПУ Р-27У пр.667АМ — комплекс Д11 — 16 ПУ Р-31 |
| СССР/ · Россия     | проект 667Б — тип «Мурена»     | 1972       | 18         | 8900/13700           | 139,0/11,7/8,4         | АЭУ 40000                          | 16/26                               | комплекс Д9 — 12 ПУ Р-29                                                                           |
| СССР/ · Россия     | проект 667БД — тип «Мурена-М»  | 1975       | 4          | 10500/15750          | 155,0/11,7/8,6         | АЭУ 40000                          | 15/25                               | комплекс Д9Д — 16 ПУ Р-29Д                                                                         |
| СССР/ · Россия     | проект 667БДР — тип «Кальмар»  | 1976       | 14         | 10600/16000          | 155,0/11,7/8,7         | АЭУ 40000                          | 14/24                               | комплекс Д9Р — 16 ПУ Р-29Р                                                                         |
| СССР/ · Россия     | проект 667БДРМ — тип «Дельфин» | 1984       | 7          | 11740/18200          | 167,0/11,7/8,8         | АЭУ 40000                          | 14/24                               | комплекс Д9РМ — 16 ПУ Р-29РМ                                                                       |
| СССР/ · Россия     | проект 941 — тип «Акула»       | 1981       | 6          | 23200/48000          | 172,0/23,3/11,0        | АЭУ 100000                         | 12/25                               | комплекс Д19 — 20 ПУ Р-39 или Р-30 «Булава»                                                        |
| Россия             | проект 955(955А) — тип «Борей» | 2013       | 3(5)       | 14720?/24000         | 170,0?/13,5/10         | АЭУ 50000?                         | 15?/29?                             | комплекс Д30 — 16 ПУ Р-30 «Булава»                                                                 |
| США                | класс «Джордж Вашингтон»       | 1959       | 5          | 5959/6709            | 116,3/9,9/6,7          | АЭУ 15000                          | 20/25                               | 16 ПУ Поларис А1 16 ПУ Поларис А3                                                                  |
| США                | класс «Этэн Аллен»             | 1961       | 5          | ?/7900               | 125,1/9,9/6,7          | АЭУ 15000                          | 20/25                               | 16 ПУ Поларис А2 16 ПУ Поларис А3                                                                  |
| США                | класс «Лафайет»                | 1963       | 9          | 7250/8250            | 129,6/10,0/9,6         | АЭУ 15000                          | 20/25                               | 16 ПУ Поларис А2 16 ПУ Поларис А3                                                                  |
| США                | класс «Джеймс Мэдисон»         | 1964       | 10         | 7250/8250            | 129,6/10,06/9,6        | АЭУ 15000                          | 20/25                               | 16 ПУ Поларис А3 16 ПУ Посейдон С3 16 ПУ Трайдент I С-4                                            |
| США                | класс «Бенджамин Франклин»     | 1965       | 12         | 7250/8250            | 129,6/10,06/9,6        | АЭУ 15000                          | 20/25                               | 16 ПУ Поларис А3 16 ПУ Посейдон С3 16 ПУ Трайдент I С-4                                            |
| США                | класс «Огайо»                  | 1976       | 18         | 16746/18750          | 170,7/12,8/11,1        | АЭУ 70000                          | 17/25                               | 24 ПУ Трайдент I С-4 (первые 8 лодок) 24 ПУ Трайдент II D-5                                        |
| Великобритания     | класс «Резолюшн»               | 1967       | 4          | 7500/8400            | 130/10/9,2             | АЭУ 25000                          | 20/25                               | 16 ПУ Поларис A3                                                                                   |
| Великобритания     | класс «Вэнгард»                | 1993       | 4          | ?/15900              | 149,9/12,8/12          | АЭУ 41500                          | 20/25                               | 16 ПУ Трайдент II D-5                                                                              |
| Франция            | класс «Редутабль»              | 1971       | 6          | 8087/8913            | 128,7/10,6/10          | АЭУ 16000                          | ?/25                                | 16 ПУ М1, M2, M20 или M4                                                                           |
| Франция            | класс «Триумфан»               | 1997       | 4          | 12640/14335          | 138/12,5/10,6          | АЭУ 15000 2 турбины 27500          | ?/25                                | 16 ПУ М45 16 ПУ М51                                                                                |
| Китай              | тип 092 «Ся»                   | 1981       | 1          | 6500/8000            | 120/10/8               | АЭУ 78000 2 турбины 24000          | 12/22                               | 12 ПУ Цзюйлан-1                                                                                    |
| Китай              | 094 «Цзинь»                    | 2004       | 6          | 9000/11500           | 140/13/?               | АЭУ 120000                         | ?/26                                | 12 ПУ Цзюйлан-2                                                                                    |
| Индия              | «Арихант»                      | 2015       | 1(6)       | 6000/?               | 112/11/10              | АЭУ 111000                         | 15/24                               | 12 ПУ K-15 Sagarika                                                                                |